# Superfly Sister
«Superfly Sister» es una canción del cantante y compositor estadounidense Michael Jackson. Fue lanzada el 20 de mayo de 1997 como parte del álbum Blood on the Dance Floor: HIStory in the Mix, un proyecto que combinó cinco nuevas canciones con remixes de temas previamente lanzados en el álbum HIStory: Past, Present and Future, Book I. La canción fue escrita por Jackson y producida en colaboración con Bryan Loren, uno de los colaboradores de confianza del artista durante la era Dangerous. Aunque no fue lanzada como sencillo, Superfly Sister es conocida por su enérgica combinación de funk y new jack swing, así como por su temática lírica explícita.

## Contexto y antecedentes
Superfly Sister fue grabada durante las sesiones de grabación de Dangerous entre 1990 y 1992, una época en la que Jackson estaba experimentando con nuevos sonidos y colaboradores. La canción fue creada en paralelo a otros temas que eventualmente formarían parte del álbum Dangerous, como Black or White y Remember the Time. Sin embargo, Superfly Sister no fue seleccionada para el álbum final y quedó guardada en el archivo de Jackson hasta la producción de Blood on the Dance Floor: HIStory in the Mix.

## Producción y grabación
La producción de Superfly Sister estuvo marcada por la colaboración entre Jackson y Bryan Loren, quien también trabajó en otros proyectos importantes con Jackson durante este período. Loren aportó una mezcla de elementos de funk y new jack swing, estilos que estaban en auge a principios de los años 90. La canción fue grabada en varios estudios, incluidos los renombrados estudios Record One y Ocean Way Recording en Los Ángeles. Las sesiones de grabación estuvieron bajo la supervisión del ingeniero de sonido Bruce Swedien, quien también había trabajado en éxitos anteriores de Jackson como Thriller y Bad.

## Composición y estilo
Superfly Sister se caracteriza por su sonido funky y un ritmo de new jack swing que era distintivo de la música pop urbana de principios de los años 90. La canción tiene un tono provocador y aborda temas como la sexualidad, la libertad y la rebeldía, temas que Michael Jackson exploró con mayor frecuencia en su trabajo durante la década de 1990. La letra de la canción es directa y aborda las relaciones sexuales con un enfoque más maduro y explícito, lo que marca un contraste con las canciones más inocentes de su trabajo anterior. La canción también incorpora un groove de bajo prominente y sintetizadores que aportan un sonido moderno para la época.

## Temática lírica
La letra de Superfly Sister es una de las más audaces de Michael Jackson, explorando abiertamente temas de sexualidad y la dinámica de poder en las relaciones. La canción parece cuestionar las normas tradicionales de comportamiento sexual y ofrece un comentario sobre la hipocresía y la moralidad. Líneas como "Got a mother, she got a lover, they had a daughter, got another" sugieren una narrativa compleja sobre las relaciones familiares y la sociedad moderna. Este enfoque lírico fue parte de una evolución más amplia en el trabajo de Jackson durante los años 90, cuando comenzó a abordar temas más controversiales y adultos en su música.

## Recepción crítica
Aunque Superfly Sister no fue lanzada como sencillo, recibió una atención moderada de parte de los críticos. Algunos críticos la ven como una pieza subestimada en el catálogo de Jackson, destacando su capacidad para combinar un sonido pegajoso con letras provocativas. Sin embargo, otros consideraron que la canción no alcanzaba el nivel de los éxitos anteriores de Jackson y la vieron más como un experimento que como un clásico. A pesar de la recepción mixta, Superfly Sister ha sido revaluada por algunos fans y críticos en años recientes, quienes aprecian su audacia y el enfoque experimental que Jackson trajo a la canción.

## Influencia y legado
Superfly Sister es una de las canciones que reflejan la influencia del new jack swing en el trabajo de Jackson durante la era Dangerous. A lo largo de su carrera, Jackson fue conocido por adoptar y popularizar nuevos géneros y estilos musicales, y Superfly Sister es un testimonio de su capacidad para mantenerse relevante en un panorama musical en constante cambio. Aunque no ha sido tan destacada como otros temas de Jackson, la canción sigue siendo un ejemplo de su versatilidad como artista.

## Personal
- Michael Jackson – voz, composición, producción
- Bryan Loren – producción, instrumentación
- Bruce Swedien – ingeniería de sonido
- Teddy Riley – mezclas adicionales
- Bernard Belle – coros
- Brad Buxer – programación de teclados y sintetizadores

## Listas de popularidad
Superfly Sister no fue lanzada como sencillo, y como resultado, no ingresó en listas de popularidad. Sin embargo, la canción ha sido objeto de culto entre los fans de Jackson y ha sido analizada en profundidad en retrospectivas de su trabajo durante la década de 1990.